# Сокира Перуна
«Сокира Перуна» — український музичний гурт з Києва. Заснований 26 квітня 1998 року. У різні часи стилістика змінювалася від панк-року до ню-металу.  Свій жанр колектив визначає як white power rock. Частина оглядачів називають гурт неонацистським та скінхед-гуртом.

## Історія
На початку 1990-х років існували два гурти — «Скорбота» й «ZDV66/1», які грали в стилі хейткору. Після їх розпаду, музиканти цих колективів зібралися і, з метою пропаганди правих ідей, створили гурт «Бульдог». Відіграли кілька концертів, один з них — у Москві, після чого вокаліста з басистом «відсіяли».
Офіційною датою заснування гурту вважається 26 квітня 1998 року, коли на концерті вокаліст повідомив про перейменування колективу на «Сокира Перуна» Своєю метою музиканти гурту вважають вплив на молоде покоління заради перемоги справедливості, а джерелом натхнення — історію українського народу.
У 2020 році гурт взяв участь у благодійному концерті, що був організований для допомоги ветеранам російсько-української війни на Донбасі.

## Склад гурту
- Арсеній «Білодуб» Клімачов (вокал),
- Юрій «Борода» Хвоєнко (ритм-гітара),
- Андрій Костюк (соло-гітара),
- Олексій Кіктєв (бас-гітара),
- Ерланд Сіволапов (ударні).[джерело?]

## Оцінки та резонанс

### Поширення праворадикальних ідей
В деяких джерелах гурт називають неонацистським та скінхед-гуртом. Експерт центру прав людини ZMINA В'ячеслав Ліхачов вважає гурт найвідомішим представником української наці-скінхед музичної сцени. Правозахисники[хто?] неодноразово наголошували, що в основі творчості гурту лежать людиноненависницькі ідеї тоталітаризму, расизму і культу насильства.

Пісня «Шість мільйонів слів брехні» з альбому «Європейська єдність» містить заперечення Голокосту:
Пісня «17 серпня» з того ж альбому присвячена нацисту Рудольфу Гессу та містить слова «прийде час RaHoWa» (від англ. racial holy war — священна расова війна).
В творчості гурту також присутня романтизація естетики Третього рейху. Так в пісні «В ім'я справедливості» є слова «Вкаже шлях свастика!». До свастики подібна і емблема гурту.
Екс-ударник колективу Дмитро Волков («Демьян») свого часу відбув строк за погром синагоги Бродського.
Авторка текстів окремих пісень «Сокири Перуна» Діана Виноградова (Дана Камлюк) була засуджена до 4,5 років позбавлення волі за ст. 161 ч. 2 ККУ («Розпалювання міжнаціональної ворожнечі»).
29 квітня 2018 року відбувся ювілейний концерт, на якому «Сокира Перуна» презентувала свій новий альбом під назвою «Дорога в АТО». Під час концерту частина публіки кидала праву руку вгору, імітуючи вітання «від серця до сонця», відвідувачі мали ідеологічні татуювання, найпоширенішим було два Х на литках, що означає повну відмову від алкоголю та наркотиків; один із шанувальників розгорнув прапор Третього Рейху, однак, через попередження охорони та заклик Арсенія Білодуба до адекватності, прапор швидко прибрали.
За фактом демонстрації на концерті нацистської символіки було порушено кримінальну справу. Крім «Сокири Перуна» у концерті взяли участь інші гурти, зокрема «Кому вниз» та Militant Black Metal гурт M8L8TH.
Під час концертів гурту «Сокира Перуна» шанувальники часто демонструють нацистське вітання.

### Відвідування концерту українськими посадовцями
13 жовтня 2019 року громадська організація «Рух ветеранів України» організувала вечірку для привітання ветеранів російсько-української війни. За пропозицією одного з організаторів вечірки Андрія Медведька (який очолює «Спілку ветеранів війни з Росією» та є діячем українського праворадикального громадського об'єднання «С14») на концерт запросили гурт «Сокира Перуна». Вечірку відвідали також прем'єр-міністр України Олексій Гончарук та міністр у справах ветеранів Оксана Коляда.
Відвідини концерту прем'єр-міністром засудила Федерація єврейських громад України, оскільки, на їх думку, гурт «сповідує нацистську ідеологію». Олексій Гончарук повідомив, що прийшов на вечірку аби поспілкуватися з ветеранами, концерт не слухав і не уявляв, кого запросили як виконавців. В'ячеслав Ліхачов зазначив, що інцидент із відвідинами вечірки українськими посадовцями Кремль використав у гібридній війні проти України. Новина про відвідання концерту стала однією з тем для пропагандистських російських ЗМІ. Тимчасом відео виступу гурту Медведько прокоментував коментарем «88», що є неонацистським кодом для слів «Heil Hitler» («Хай живе Гітлер»).

## Дискографія

### Студійні альбоми
| Назва                                | Опис              | Рік  | Лейбл                          |
| ------------------------------------ | ----------------- | ---- | ------------------------------ |
| Український патріот                  | Демо              | 1998 | MG-42 Productions/Moon Records |
| Очі, сповнені гніву                  | Студійний альбом  | 1998 | Moon Records                   |
| Європейська єдність                  | Студійний альбом  | 1999 | Moon Records                   |
| Перунова рать (За все, що є у нас)   | Студійний альбом  | 2003 | Eastside Records               |
| …і мертвим, і живим, і ненародженим… | Студійний альбом  | 2006 | Patriot Productions            |
| Invictus                             | Студійний альбом  | 2010 | PC Records                     |
| Слово                                | Студійний альбом  | 2010 | Evil Barber Records            |
| Братство Сумління                    | Студійний альбом  | 2013 | Sva Stone                      |
| Сталевий промінь волі                | Студійний альбом  | 2014 | Patriot Productions            |
| Дорога в АТО                         | Студійний альбом  | 2018 | Patriot Productions            |
| Fortress Europe                      | Концертний альбом | 2019 | Sva Stone                      |
| V Legion                             | Студійний альбом  | 2020 | Sva Stone                      |
| Reflexio                             | Студійний альбом  | 2021 | Sva Stone                      |
| Valhalla Speaks Ukrainian            | Студійний альбом  | 2024 | Sva Stone                      |

### Компіляції та спліти
| Назва | Опис                                            | Рік  | Лейбл               |
| --- | ----------------------------------------------- | ---- | ------------------- |
| The Best of 1997—2001 (Найкраще 1997—2001)                                                                  | Компіляція                                      | 2001 | Eastside Records    |
| White Terror in Kharkiv (Білий терор у Харкові)                                                             | Концерт-спліт із Whites Load                    | 2001 | Moon Records        |
| 10 Years In Valhalla — Ian Stuart Donaldson Memorial (10 років у Сварзі — на честь Яна Стюарта Дональдсона) | Спліт із M8L8TH, Сварог та Коловрат             | 2003 | Pure Impact Records |
| Hellenic — Ukrainian Friendship (Українсько-грецька дружба)                                                 | Спліт із Whites Load, No Surrender та Bannerwar | 2004 | Patriot East Land   |
| Kiev Four (Київська четвірка)                                                                               | Спліт із Ken McLellan, Jan-Peter, Barny         | 2012 |                     |
| XV | Ювілейний                                       | 2013 | Sva Stone           |